# Magdalena Pytlak
Magdalena Pytlak (ur. 1981 w Radomiu) – polska tłumaczka literatury bułgarskiej.

## Życiorys
W 2010 uzyskała stopień doktora nauk humanistycznych w zakresie literaturoznawstwa. Pracuje jako adiunkt w Instytucie Filologii Słowiańskiej Uniwersytetu Jagiellońskiego. Zajmuje się współczesną literaturą i kulturą bułgarską oraz szeroko rozumianą translatologią. Laureatka Literackiej Nagrody Europy Środkowej „Angelus” 2019 dla tłumacza oraz Nagrody „Literatury na Świecie”. Dwukrotnie nominowana do Nagrody  Literackiej Gdynia w kategorii przekład na język polski. Adiunkt w Instytucie Filologii Słowiańskiej Uniwersytetu Jagiellońskiego. Autorka książki Polifoniczność w przekładzie. O tym jak Polacy i Bułgarzy czytają „Biesy” Fiodora Dostojewskiego (Wydawnictwo Uniwersytetu Jagiellońskiego, Kraków 2013).

## Nagrody i nominacje
- Nagroda „Literatury na Świecie” za rok 2017 w kategorii Nowa Twarz[4]
- nominacja do Nagrody Literackiej Gdynia 2018 za przekład na język polski książki Wzniesienie Milena Ruskowa[5]
- Literacka Nagroda Europy Środkowej „Angelus” 2019 dla tłumacza (przekład książki Fizyka smutku Georgi Gospodinowa)[6]
- nominacja do Nagrody Literackiej Gdynia 2019 za przekład na język polski książki Fizyka smutku Georgi Gospodinowa[7]
- nominacja do Nagrody im. Ireny Tuwim (2024)[8]